# Стрихалюки
Стрихалюки — село в Україні, у Золочівському районі Львівської області. Населення становить 10 осіб. Орган місцевого самоврядування — Підкамінська селищна рада, якій підпорядковані смт Підкамінь та села Паньківці, Стрихалюки, Яблунівка.

## Населення

### Мова
Розподіл населення за рідною мовою за даними перепису 2001 року:
| Мова       | Відсоток |
| ---------- | -------- |
| українська | 100%     |

## Назва
За роки радянської влади село в документах називали «Стріхалюки». 1989 року селу надали сучасну назву.